# Oberreintalturm
Der Oberreintalturm ist ein 2014 m hoher Berg im Wettersteingebirge in den Ostalpen und liegt in Bayern. Die Grenze zu Tirol ist nur wenige Kilometer entfernt.

## Lage und Beschreibung
Der Oberreintalturm ist ein Gipfel im Wettersteingebirge. Er befindet sich nördlich der Oberreintalköpfe, die wiederum nördlich des Oberreintalschrofens. Diese sind durch einen Grat miteinander verbunden. Westlich des Oberreintalturms befinden sich die Zunderköpfe, vor allem der Nördliche Zunderkopf ist vom Oberreintalturm gut zu sehen. Östlich liegen die Schüsselkartürme, von diesen ist der Oberreintalturm durch das Scharnitzkar getrennt.

## Zugang und Erschließung
Der am häufigsten begangene Zustieg startet im Talort Garmisch-Partenkirchen. Über diesen kann der Berg nur durch eine ca. 5-stündige Wanderung erreicht werden. Diese führt durch die Partnachklamm und dann an der Partnach entlang durch das Reintal. Von diesem gelangt man in das Oberreintal. Es gibt auch eine Möglichkeit, von Leutasch aufzusteigen, dies bedingt aber einen Übergang über den Hauptkamm des Wettersteins und wird deshalb eher selten gemacht. Da alle Anstiege lang sind, wird der Zugang meist mit einer Übernachtung in der Oberreintalhütte kombiniert. Von dieser ist der Zugang zum Oberreintalturm in weniger als einer Stunde zu bewältigen.
Das erste Mal wurde der Oberreintalturm über seine Nordkante und den darunter befindlichen Kamin von Anton Schmid und Anselm Barth begangen. Der Kamin heißt jetzt Schmid-Barth-Kamin mit einem Schwierigkeitsgrad UIAA 3.

## Geologie und Naturschutz
Der Oberreintalturm als Teil des Wettersteingebirges besteht aus Muschelkalk, Wettersteinkalk und Hauptdolomit, die durch tangentiale Kräfte mit meridionaler Druckwirkung aufgefaltet wurden. Diese wurden glazial stark zerschnitten, daher prägen Risse, Klüfte und Wände das Gebiet. Das Oberreintal und damit auch der Oberreintalturm sind Teil eines Naturschutzgebietes. Am Fuß des Gipfels dominiert Fichtenwald mit Zirbe und Bergahorn.

## Alpinismus
Der Oberreintalturm ist ein beliebter Kletterberg, die Ostwand, der Ostwandsockel, die Nordwand, die Nordwestwand, die Westwand und der Westwandsockel verfügen über Klettertouren. Einige der alten Klassiker werden bereits seit Jahren nicht mehr begangen und sind zum Teil vergessen, wie z. B. die Nordwand (UIAA 5, 500 m), erstbegangen von C. Lischer und H. Schneider 1923.
Große Klassiker, die auch heute noch häufig begangen werden:
- Fahrradlkante (UIAA 5-, 290 m), früher Südwestkante, erstbegangen von E. Solleder und G. Hausmann 1920.[8]
- Brych (UIAA 6+, 310 m) wurde früher Direkte Westwand genannt, erstbegangen von M. Brych und W. Fischer 1946.[9]

Moderne Routen in mittleren und oberen Schwierigkeitsgraden sind:
- Kalte Nummer (UIAA 6-, 340 m), erstbegangen am 11. September 1982 durch Wolfgang Henke, Franz Parzefall und Charly Wherle[10]
- Himbeertoni (UIAA 8+, 260 m), eingerichtet durch Christian Pflanzelt und Thomas Höck, erste Rotpunktbegehung am 4. August 2007[11]

## Fahrradlkante am Oberreintalturm
Die Fahrradlkante hieß vor 1965 Südwestkante, dann wurde in der Mitte der Wand 150 m über dem Kar ein beschädigtes Fahrrad angebracht. Es ist in der 6. Seillänge direkt über der Schlüsselstelle der Tour. Seither wird sie nur noch Fahrradlkante genannt. Aus einer Laune heraus wollte der damalige Hüttenwirt der Oberreintalhütte Sepp Dengg im Oberreintalrund ein Radrennen veranstalten, deshalb wurde ein Fahrrad ins Tal gebracht. Ein Proberennen am nächsten Morgen auf dem steinigen Boden fand bereits nach kurzer Zeit sein Ende an einem Felsblock, der das Vorderrad massiv verformte. Zwei Wochen später trugen Günter Hell, Franz Parzefall, Hans Bader und Hubert Hillmaier das Rad zum Oberreintalturm und zogen es bis in die 6. Seillänge der Südwestkante. Dort wurde es oberhalb des ausgesetzten Quergangs befestigt und da hängt es noch heute, inzwischen allerdings stark verrostet. Jede Seilschaft quert unter dem Fahrrad – und macht wohl ein Foto der inzwischen berühmten Stelle. Später wurde noch am Beginn der Kletterroute ein Straßenschild für Fahrradwege angebracht.

Bilder vom Oberreintalturm
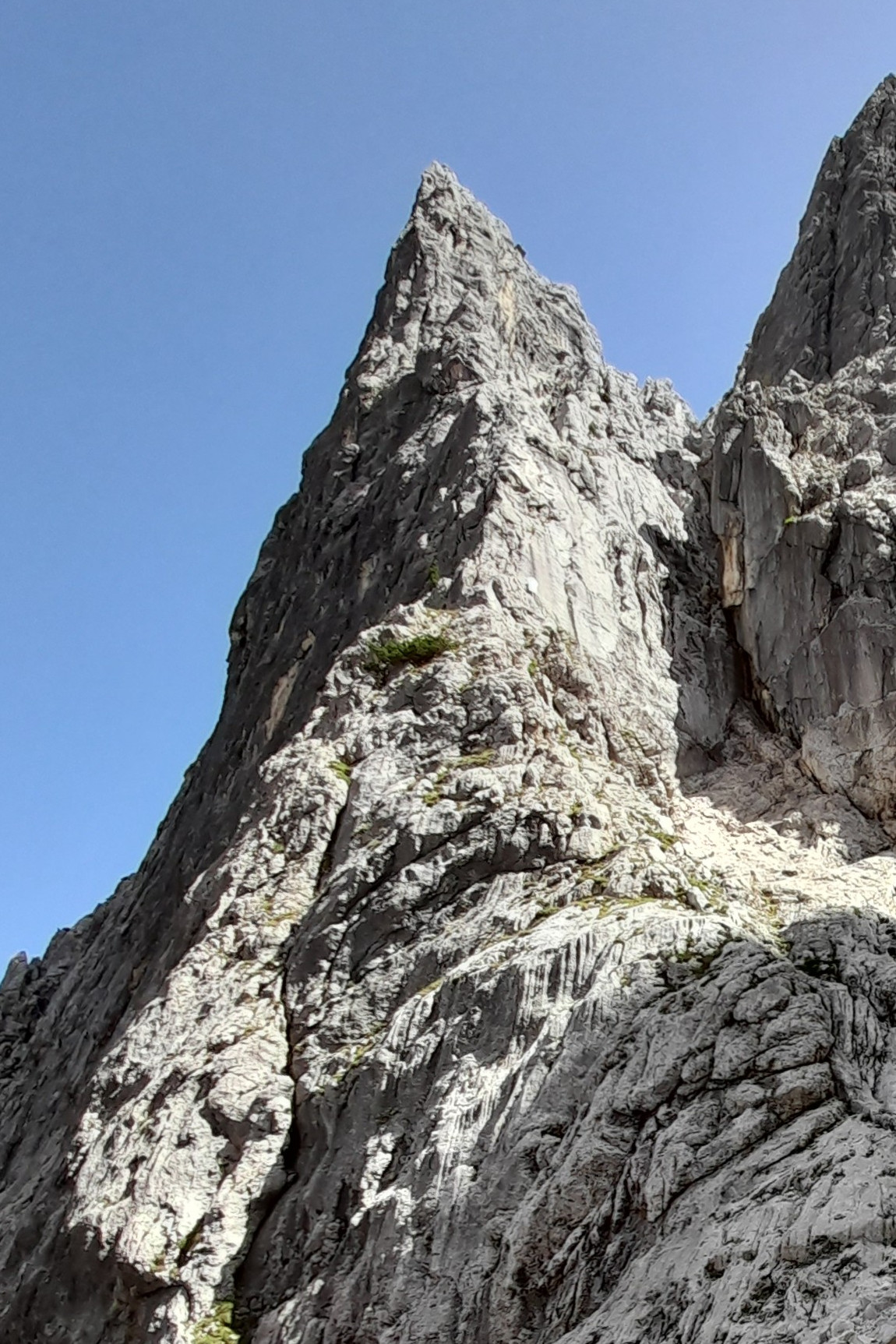
Oberreintalturm vom Südwesten
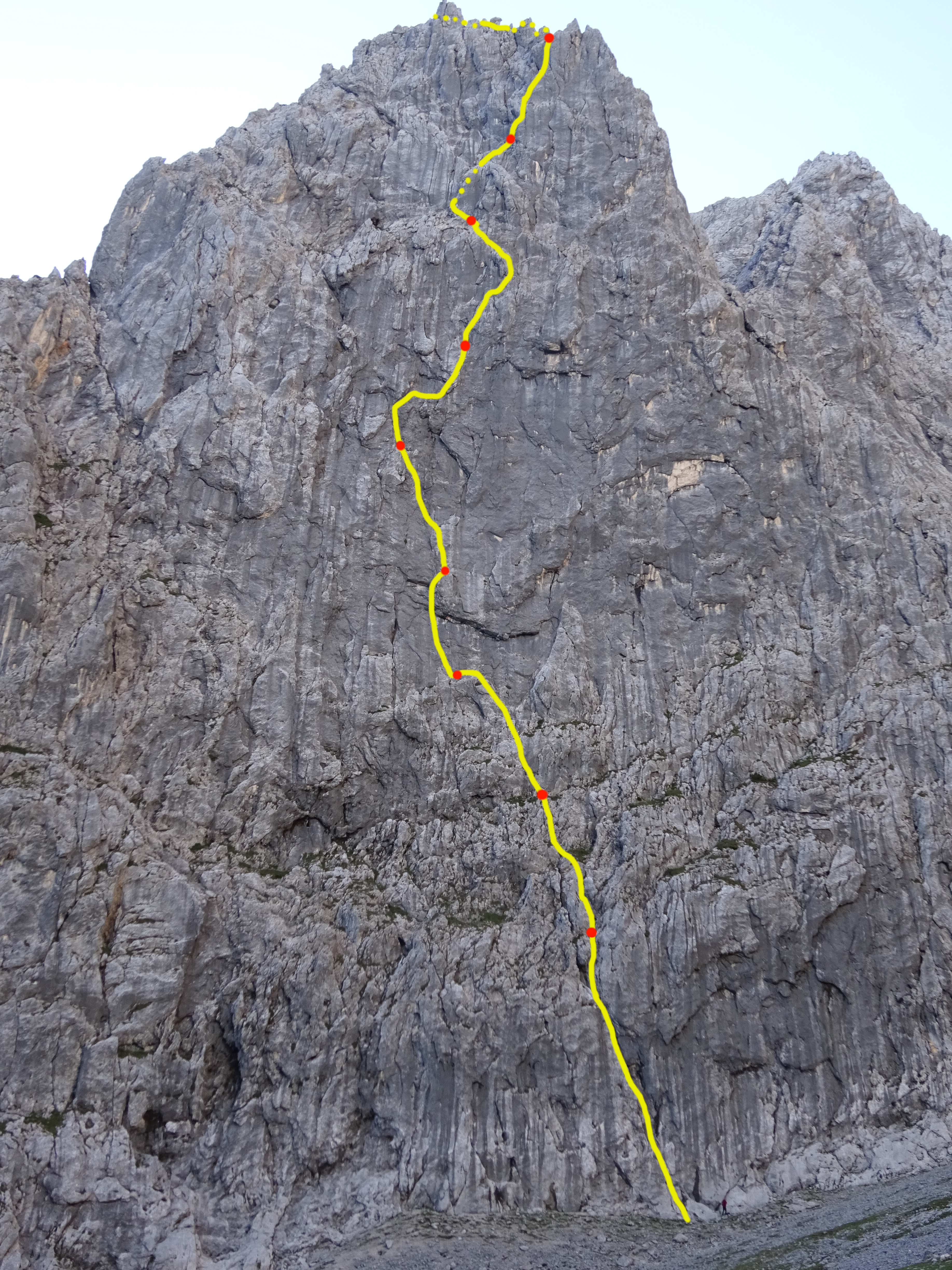
In der Westwand des Oberreintalturm ist die Route Brych eingezeichnet
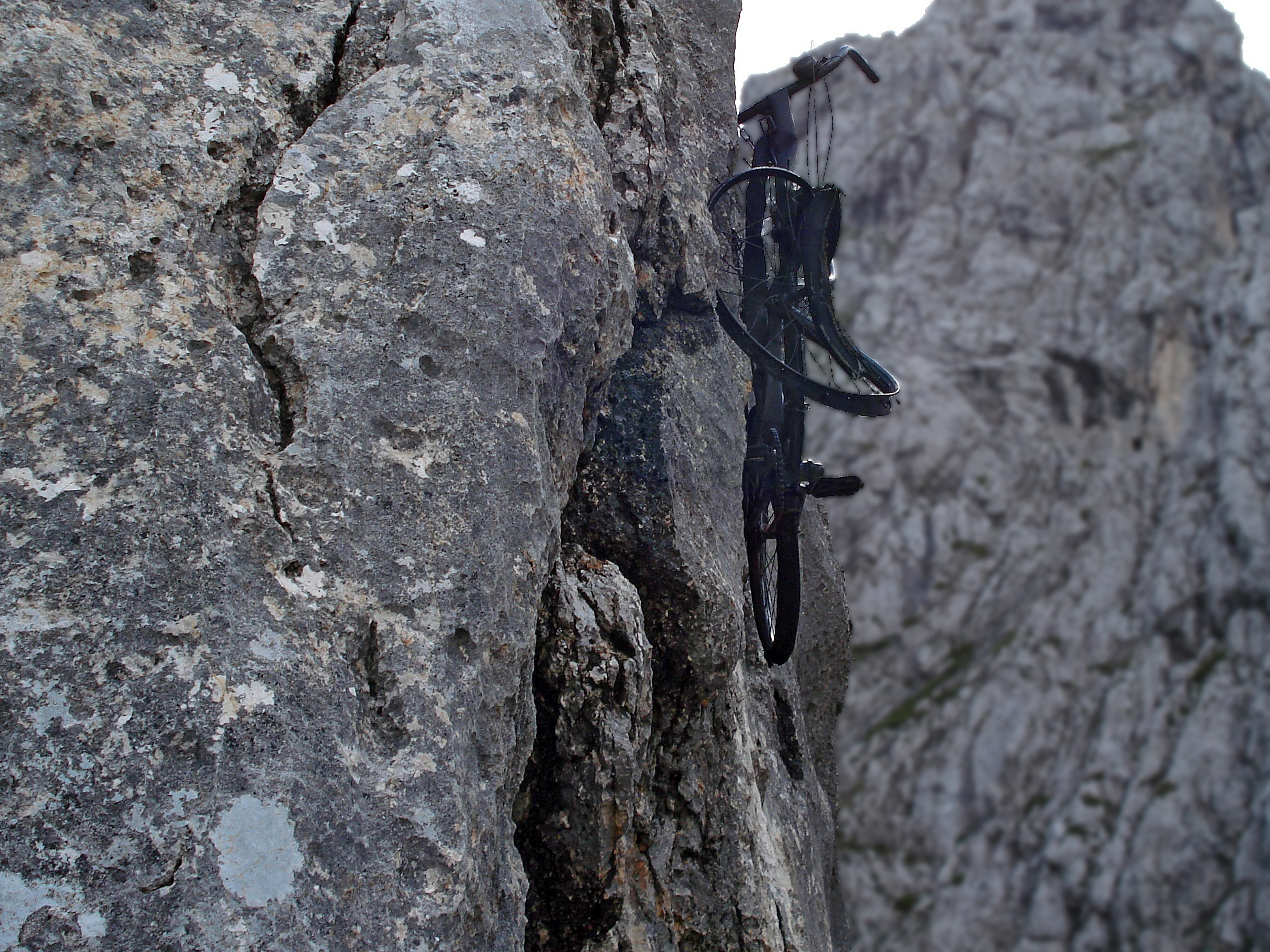
Bild des Fahrrades, das im Oberreintalturm mitten in der Wand hängt
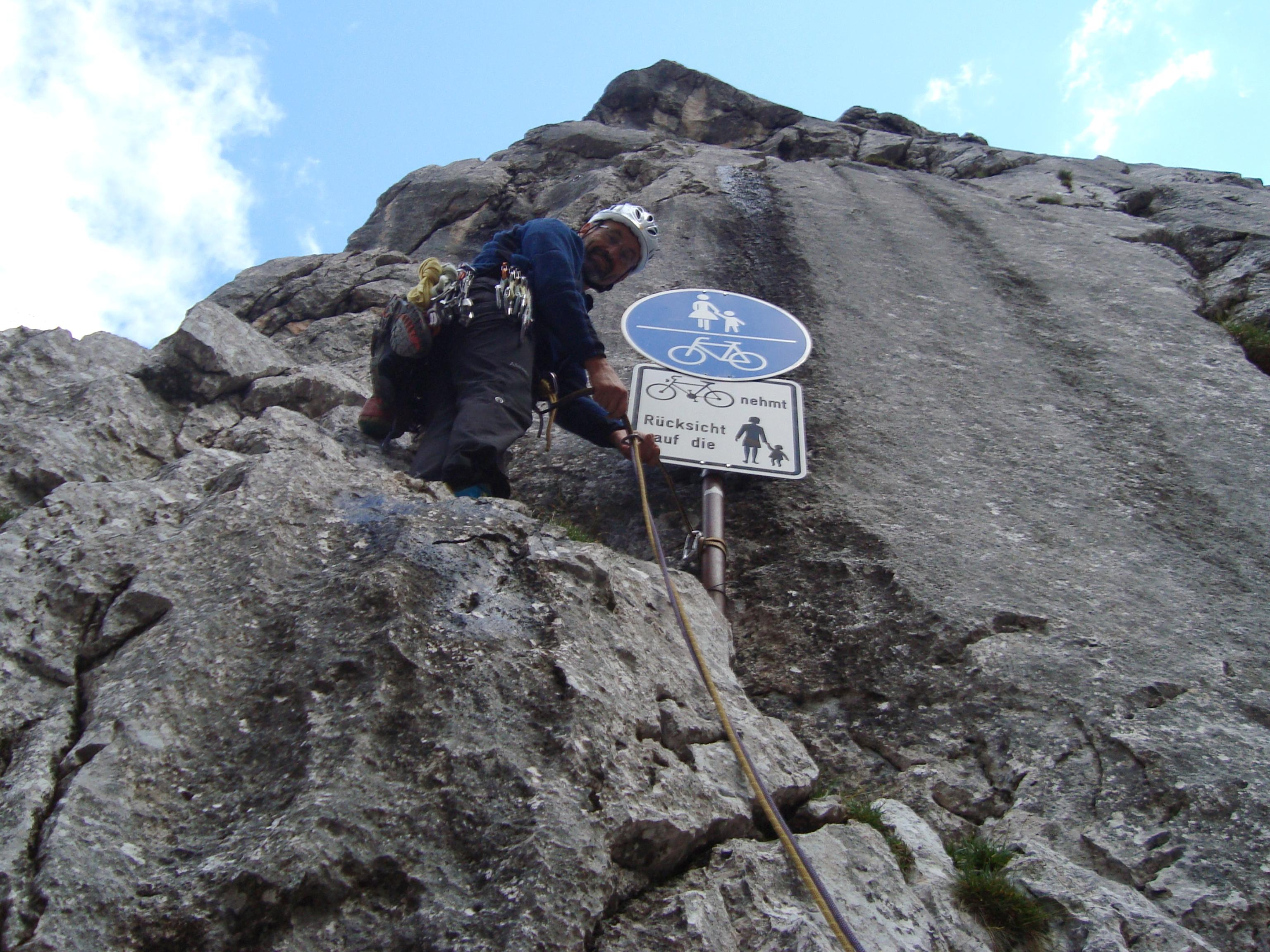
Schild in der 1. Seillänge der Fahrradlkante